# Darius Moradpour
Darius Moradpour (* 5. Dezember 1962 in Zürich) ist ein Schweizer Internist, Gastroenterologe und Hepatologe. Er leitet die Abteilung Gastroenterologie und Hepatologie am Centre Hospitalier Universitaire Vaudois (CHUV) in Lausanne und ist Ordentlicher Professor an der Universität Lausanne. Seine Forschungsschwerpunkte liegen in der molekularen Virologie und Pathogenese der Hepatitis C- und Hepatitis-E-Viren, insbesondere in der Untersuchung von Virus-Wirt-Interaktionen.

## Leben
Darius studierte Humanmedizin an der Universität Zürich, wo er 1989 zum Dr. med. promovierte. Im Anschluss absolvierte er seine Facharztausbildung in Innerer Medizin an der Medizinischen Poliklinik und der Medizinischen Klinik des Universitätsspitals Zürich (1989–1992). Von 1993 bis 1995 forschte er als Postdoktorand am Massachusetts General Hospital der Harvard Medical School in Boston.
1996 begann er seine Facharztausbildung in Gastroenterologie und Hepatologie an der Abteilung für Innere Medizin II des Universitätsklinikums Freiburg, wo er 1999 auch seine Habilitation an der Albert-Ludwigs-Universität Freiburg abschloss. Von 1999 bis 2004 war er Oberarzt in Freiburg. 2002/2003 folgte ein Forschungsaufenthalt als Gastprofessor an der Rockefeller University in New York City. Im Jahr 2004 wurde er zum Außerplanmäßigen Professor an der Albert-Ludwigs-Universität Freiburg ernannt.
Seit 2004 ist Moradpour Leiter der Hepatologie an der Abteilung Gastroenterologie und Hepatologie des Universitätsklinikums Lausanne (CHUV). 2006 wurde er Ordentlicher Professor an der Fakultät für Biologie und Medizin der Universität Lausanne. Darüber hinaus übernahm er 2009 die Position des Ärztlichen Direktors dieser Abteilung am CHUV.

## Forschungsschwerpunkte
Moradpour forscht vorrangig zur molekularen Virologie und Pathogenese der Hepatitis-C- (HCV) und Hepatitis-E-Viren (HEV). Er leistete wesentliche Beiträge zum Verständnis des Vermehrungszyklus von HCV und HEV sowie deren Interaktionen mit der Wirtszelle.

### Hepatitis C
Bei der Hepatitis C gilt Moradpour als einer der maßgeblichen Forscher zum Replikationszyklus des Hepatitis-C-Virus, wobei er insbesondere die viralen und zellulären Determinanten für den Aufbau des Replikationskomplexes untersuchte. Seine Arbeiten trugen zum Verständnis bei, wie HCV mit zellulären Proteinen und Signalwegen interagiert und wie sich daraus chronische Lebererkrankungen, wie Zirrhose und hepatozelluläres Karzinom, entwickeln können.
Auf Basis dieser Forschung entwickelten pharmazeutische Unternehmen wie Gilead Sciences (u. a. Sofosbuvir) und AbbVie (u. a. Glecaprevir/Pibrentasvir, Markenname: Maviret) hochwirksame direkt antiviral wirksame Substanzen. Diese ermöglichen eine nahezu vollständige Heilung von HCV-Infektionen.

### Hepatitis E
In jüngerer Zeit etablierte Moradpour ein multidisziplinäres Forschungsprogramm zur Hepatitis E, das Grundlagenforschung, molekulare Epidemiologie, Diagnostik und klinisches Management umfasst. Besonders der in Europa vorherrschende Genotyp 3 kann bei immungeschwächten Personen chronische Hepatitis und bei schweren Verläufen ein akut-auf-chronisches Leberversagen auslösen. Zusammen mit Forschungseinrichtungen wie dem Helmholtz-Zentrum für Infektionsforschung in Braunschweig werden pathogene Mechanismen und neue Therapiestrategien untersucht.

## Mitgliedschaften und Funktionen
- 2001–2006: Mitherausgeber der Zeitschrift Hepatology
- 2008–2011: Mitglied des Governing Board der European Association for the Study of the Liver (EASL)
- 2011–2016: Präsident der Swiss Association for the Study of the Liver
- Seit 2016: Mitglied des Wissenschaftlichen Beirats am Deutschen Zentrum für Infektionsforschung
- 2014–2019: Mitherausgeber des Journal of Hepatology
- Mitherausgeber von *Hepatology*

## Auszeichnungen
- 2006: Prix Leenaards, Fondation Leenaards, Lausanne
- 2008: Prix Cloëtta, Prof. Dr. Max Cloëtta Foundation, Zürich
- 2009: Ehrenpreis der Schweizerischen Gesellschaft für Gastroenterologie
- 2012: Ehrendoktorwürde der Université de Lyon
- seit 2014: Mitglied der Nationalen Akademie der Wissenschaften Leopoldina[4]